# Dorcadion gusakovi
Dorcadion gusakovi är en skalbaggsart som beskrevs av Aleksandr Sergeievich Danilevsky 2007. Dorcadion gusakovi ingår i släktet Dorcadion och familjen långhorningar. Inga underarter finns listade i Catalogue of Life.